# S. G. V. Company
S. G. V. Company war ein US-amerikanischer Hersteller von Automobilen.

## Unternehmensgeschichte
Das Unternehmen wurde am 10. August 1911 in Reading in Pennsylvania gegründet. Als Vorgängerunternehmen gilt die Acme Motor Car Company aus der gleichen Stadt. Noch 1911 begann die Produktion von Automobilen. Der Markenname lautete SGV. Das Kürzel stand für Herbert M. Sternbergh, Robert E. Graham und Fred Van Tine. Sternbergh war zuvor schon Präsident und Vizepräsident beim Vorgängerunternehmen. Van Tine war der Konstrukteur. Außerdem werden Robert Handy und William Stoudt genannt. Zu den Verkäufern zählten die Hol-Tan Company und die Gotham Motor Car Company. Die Geschäfte liefen zunächst zufriedenstellend. In guten Monaten entstanden 35 bis 40 Fahrzeuge. 1912 wurde C. H. Tangemann von Hol-Tan Präsident, Herbert Sternbergh Vizepräsident und Robert Graham Sekretär und Schatzmeister. Bereits 1913 wurde Robert Graham neuer Präsident, H. S. Stebbins Vizepräsident und Schatzmeister, C. F. Conant Sekretär, während Sternbergh nicht mehr genannt wird. 1914 wurde F. S. Sales neuer Vizepräsident und W. W. Hill Sekretär und Schatzmeister. Ebenfalls 1914 wurde ein Vierganggetriebe eingeführt, dass sich über einen Knopfdruck am Lenkrad elektrisch schalten ließ. Es wies erhebliche Mängel auf, die zu einem Rückruf führten. Damit war das Ansehen beschädigt. Im Sommer 1915 endete die Produktion. Das Unternehmen wurde versteigert.
R. J. Metzler erwarb das gesamte Unternehmen. Dazu gehörten 32 Fahrgestelle und 100 Karosserien von J. M. Quinby & Co. und Fleetwood Metal Body Co. Er plante zwar die Fortsetzung der Produktion, was jedoch nicht gelang. Stattdessen war er an der Phianna Motors Company beteiligt. Eine andere Quelle gibt an, dass eine Gruppe unter Leitung von John A. Bell das Unternehmen übernahm. Sowohl Metzler als auch Bell waren danach an Phianna beteiligt.

## Fahrzeuge
Die Fahrzeuge hatten einen selbst hergestellten Vierzylindermotor und Kardanantrieb, während Acme noch auf Kettenantrieb gesetzt hatte. Der Motor ähnelte den Motoren von Lancia. Eine Quelle gibt an, dass es möglich ist, dass der Konstrukteur den Motor weitgehend nachbaute. Hol-Tan war der Importeur für Lancia.
1911 standen zwei Modelle im Sortiment. Identisch war der Motor mit 25 PS Leistung und das Fahrgestell mit 293 cm Radstand. Model A war als Tourenwagen, Close-Coupled, Landaulet und Limousine erhältlich. Model B war ein Runabout.
1912 wurde der Radstand dieser beiden Modelle geringfügig auf 294 cm verlängert. Model A war nun als Tourenwagen und Limousine erhältlich, während das Model B ein Runabout blieb. Das neue Model E als Runabout hatte das gleiche Fahrgestell, aber einen Motor mit 35 PS Leistung. Das Model D hatte den stärkeren Motor, ein Fahrgestell mit 300 cm Radstand und Aufbauten als Tourenwagen und Coupé-Landaulet.
1913 wurde beim Model A der Radstand erneut geringfügig auf 295 cm verlängert. Es stand als Tourenwagen mit vier und fünf Sitzen, Runabout, Limousine Brougham, Landau Brougham, Limousine, Landaulet und Dipped Roof Model zur Wahl. Das Model D gab es als fünfsitzigen Tourenwagen, Runabout, Landaulet, Landau Brougham, Limousine Brougham, Limousine und Landaulet.
1914 stand nur das Model F im Sortiment. Der Motor war mit 36 PS angegeben. Der Radstand betrug 305 cm. Überliefert sind Landaulet, Runabout, Tourenwagen mit vier und fünf Sitzen, Limousine mit sieben Sitzen, Limousine Brougham mit sieben Sitzen, Landaulet Brougham mit sieben Sitzen und ein Coupé mit drei Sitzen. Eine andere Quelle bildet fünf der angebotenen Karosserieformen ab, die als Limousine Brougham (mit Behelfsdach für den Chauffeur), Enclosed Drive Coupe, Colonial Brougham, Five-Passenger Touring Car und W. S. Gunboat bezeichnet wurden. Der Gunboat war ein viertüriger Tourenwagen mit einem kleinen Verdeck nur über den hinteren Sitzen.
1915 änderte sich das Karosserieangebot. Nun standen vier- und siebensitzige Tourenwagen, zweisitzige Roadster, zweisitzige Runabout, zwei verschiedene siebensitzige Limousinen und ein viersitziger Toy Tonneau zur Wahl. Als Einstiegsmodell diente das Model J. Es hatte einen 25-PS-Motor und einen Radstand von 300 cm. Es war als fünfsitziger Brougham, viersitziger Tourenwagen, zweisitziger Roadster, zweisitziger Runabout, fünf- und siebensitzige Limousine, dreisitziges Coupé und viersitziges Toy Tonneau erhältlich.

## Modellübersicht
| Jahr | Modell  | Zylinder | Leistung (PS) | Radstand (cm) | Aufbau |
| ---- | ------- | -------- | ------------- | ------------- | --- |
| 1911 | Model A | 4        | 25            | 293           | Tourenwagen, Close-Coupled, Landaulet, Limousine |
| 1911 | Model B | 4        | 25            | 293           | Runabout |
| 1912 | Model A | 4        | 25            | 294           | Tourenwagen, Limousine |
| 1912 | Model B | 4        | 25            | 294           | Runabout |
| 1912 | Model D | 4        | 35            | 300           | Tourenwagen, Coupé-Landaulet |
| 1912 | Model E | 4        | 35            | 294           | Runabout |
| 1913 | Model A | 4        | 25            | 295           | Tourenwagen 4-sitzig und 5-sitzig, Runabout, Limousine Brougham, Landau Brougham, Limousine, Landaulet, Dipped Roof Model                            |
| 1913 | Model D | 4        | 35            | 300           | Tourenwagen 5-sitzig, Runabout, Landaulet, Landau Brougham, Limousine Brougham, Limousine, Landaulet                                                 |
| 1914 | Model F | 4        | 36            | 305           | Landaulet, Runabout, Tourenwagen 4-sitzig und 5-sitzig, Limousine 7-sitzig, Limousine Brougham 7-sitzig, Landaulet Brougham 7-sitzig, Coupé 3-sitzig |
| 1915 | Model F | 4        | 36            | 305           | Tourenwagen 4-sitzig und 7-sitzig, Roadster 2-sitzig, Runabout 2-sitzig, Limousine 7-sitzig, Toy Tonneau 4-sitzig                                    |
| 1915 | Model J | 4        | 25            | 300           | Brougham 5-sitzig, Tourenwagen 4-sitzig, Roadster 2-sitzig, Runabout 2-sitzig, Limousine 5-sitzig und 7-sitzig, Coupé 3-sitzig, Toy Tonneau 4-sitzig |